# Björna
För andra betydelser, se Björna (olika betydelser).
Björna (sydsamiska: Bïerne) är en tätort i Björna distrikt (Björna socken) i Örnsköldsviks kommun.
Björna ligger längs länsväg 352 36 kilometer från Örnsköldsvik och 30 kilometer från Örnsköldsviks flygplats. Stambanan genom övre Norrland passerar genom Björna, som förr hade en järnvägsstation (Björna station).
Björna kyrka ligger cirka 2 km väster om Björna tätort.

## Befolkningsutveckling
| Befolkningsutvecklingen i Björna 1950–2020 | Befolkningsutvecklingen i Björna 1950–2020 | Befolkningsutvecklingen i Björna 1950–2020 | Befolkningsutvecklingen i Björna 1950–2020 | Befolkningsutvecklingen i Björna 1950–2020 |
| ------------------------------------------ | ------------------------------------------ | ------------------------------------------ | ------------------------------------------ | ------------------------------------------ |
|                                            |                                            |                                            |                                            |                                            |
| År                                         |                                            |                                            | Folkmängd                                  | Areal (ha)                                 |
| 1950                                       | 1950                                       |                                            | 234                                        |                                            |
| 1960                                       | 1960                                       |                                            | 409                                        |                                            |
| 1965                                       | 1965                                       |                                            | 410                                        |                                            |
| 1970                                       | 1970                                       |                                            | 491                                        |                                            |
| 1975                                       | 1975                                       |                                            | 501                                        |                                            |
| 1980                                       | 1980                                       |                                            | 546                                        |                                            |
| 1990                                       | 1990                                       |                                            | 550                                        | 67                                         |
| 1995                                       | 1995                                       |                                            | 527                                        | 68                                         |
| 2000                                       | 2000                                       |                                            | 452                                        | 68                                         |
| 2005                                       | 2005                                       |                                            | 431                                        | 68                                         |
| 2010                                       | 2010                                       |                                            | 413                                        | 68                                         |
| 2015                                       | 2015                                       |                                            | 430                                        | 73                                         |
| 2020                                       | 2020                                       |                                            | 373                                        | 74                                         |
|                                            |                                            |                                            |                                            |                                            |

## Samhället
Orten är centralort för Gideälvens rektorsområde, och har som sådant en skola med såväl förskola som grundskolans årskurser 1–9.
I Björna finns ett vård- och omsorgsboende, Björnaborg, en distriktssköterskemottagning och en folktandvårdsklinik. 
Här finns även en biblioteksfilial, belägen i Björnagården, som i övrigt fyller flera viktiga funktioner. Där finns tillgång till föreningsservice, fritidsgård, pizzeria, närbutik, turistinformation samt områdesassistenten för Björna, Trehörningsjö och Gideå.

## Idrott
Björna IF har ett herr- och ett damlag i fotboll som spelar i de lägre divisionerna. De går under namnet Björna Bombers och Gideälven.